# Erina subrosea
Erina subrosea är en fjärilsart som beskrevs av Grose-smith 1894. Erina subrosea ingår i släktet Erina och familjen juvelvingar. Inga underarter finns listade i Catalogue of Life.